# گروه جینچوان
گروه جینچوان (به چینی: 金川集团) شرکت استخراج معادن چینی است، که در زمینه تولید نیکل، مس و کبالت، پلاتین، پالادیم و سلنیم، طلا و نقره فعالیت می‌کند.
گروه جینچوان در سال ۲۰۰۱ تأسیس شد و در حال حاضر سومین تولید کننده نیکل در جهان می‌باشد. دفتر مرکزی این شرکت در شهر گانسو، چین قرار دارد و بخشی از سهام آن در بازار بورس اوراق بهادار هنگ کنگ معامله می‌شود.